# Concert per a quatre clavecins, BWV 1065
El Concert per a quatre clavecins en la menor, BWV 1065, de Johann Sebastian Bach, és una mostra de les adaptacions que el músic alemany va fer de l'obra d'Antonio Vivaldi.
Bach va fer una sèrie de transcripcions dels concerts de Vivaldi, sobretot de l'opus 3, L'estro armonico; d'ells va fer adaptacions per al clavecí sol i per a l'orgue. En el cas per al Concert per a 4 violins en si menor, op. 3 núm. 10 (RV 580), Bach es va decidir per la solució d'usar quatre clavecins i orquestra. Aquesta és, doncs, l'únic concert per a clavecí en el que Bach no fa servir el seu propi material.

## Estructura i anàlisi
L'estructura de 3 moviments és la següent:
1. Allegro
2. Largo
3. Allegro

La instrumentació és: clavecí solista I/II/III/IV, violí I/II, viola, i baix continu (violoncel, violone). La durada aproximada és d'uns 10 minuts.
El moviment central preveu que els quatre clavecins realitzin sèries d'arpegis amb diferents articulacions, creant una barreja de tons molt innovadora. En els altres dos moviments, que exigeix més virtuosisme i una tensió addicional.